# Постников Іван Матвійович
Іва́н Матві́йович По́стников (нар.10 вересня 1906, с. Єршово (нинішнього Буйського району Костромської області Російської федерації) — пом.8 серпня 1990, м. Київ) — український вчений в царині електротехніки, доктор технічних наук з 1943 року, професор — 1946 рік, є член-кореспондент АН УРСР (1967), удостоївся лауреатства Державної премії УРСР в галузі науки і техніки 1977 року, заслужений діяч науки і техніки УРСР (1982).

## Біографія
У 1932 році Іван Матвійович закінчив Ленінградський політехнічний інститут, вислідком відмінного навчання отримав запрошення і став викладачем у цьому вищому навчальному закладі, обіймаючи протягом 1932–1943 років посаду доцента. У часи Другої світової війни був евакуйований до Ташкенту, де й залишився працювати у Середньоазіатському інституті.
У 1943 році Іван Постников своєю працею здобув науковий ступінь доктора технічних наук, а в 1946 році йому було присвоєне наукове звання професора.
Протягом 1947–1949 років був завідувачем кафедри електричних машин в Середньоазіатському індустріальному інституті.
У 1950 році пан Іван переїжджає до Києва на працю та обіймає посаду завідувача кафедри Київського політехнічного інституту, де й працює до 1972 року.
У 1954–1962 роках Іван Постников працював завідувачем лабораторії Інституту електротехніки АН УРСР, а у 1963–1986 роках — завідувачем відділу Інституту електродинаміки АН УРСР у Києві.
Протягом 1965–1985 років заслужено очолював секцію електромеханіки в Республіканському науково-технічному товаристві енергетиків та електротехніків УРСР.
У 1967 році на визнання своїх праць став членом-кореспондентом АН УРСР.

## Науковий доробок
Іван Матвійович Постников є автором більше чим 100 наукових праць, серед них — 9 монографій та понад 50 авторських свідоцтв.
Його наукові дослідження стосувались проблем підвищення надійності та економічності турбогенераторів теплових і атомних електростанцій; питань розробки генераторів електричної енергії принципово нового покоління. Іван Постников невтомною працею розробив нові типи багатошвидкісних однофазних конденсаторних двигунів, елементи конструкції статорів та роторів турбогенераторів (синхронних, асинхронних та асинхронізованих).
Іван Постников був науковим керівником у більше чим 80 кандидатів та докторів технічних наук і понад 1000 інженерів-електромеханіків.

## Нагороди
- Медаль «За доблесну працю у Великій Вітчизняній війні 1941—1945 рр.» (1946)
- Лауреат премії Київського ордена Леніна політехнічного інституту (1972)
- Орден Жовтневої Революції (1976).
- Лауреат Державної премії УРСР в галузі науки і техніки (1977).
- Заслужений діяч науки і техніки УРСР (1982).